# Dicaelotus andrei
Dicaelotus andrei là một loài tò vò trong họ Ichneumonidae.